# Max Kanter
Max Kanter (ur. 22 października 1997 w Chociebużu) – niemiecki kolarz szosowy i torowy.

## Osiągnięcia

### Kolarstwo szosowe
Opracowano na podstawie:

2014
- 1. miejsce na etapie 1a Pucharu Prezydenta Miasta Grudziądza (jazda drużynowa na czas)

2015
- 1. miejsce w Pucharze Prezydenta Miasta Grudziądza
  - 1. miejsce na etapie 1a (jazda drużynowa na czas)
- 1. miejsce w Driedaagse van Axel
  - 1. miejsce w klasyfikacji punktowej
- 1. miejsce w klasyfikacji punktowej Internationale Niedersachsen-Rundfahrt der Junioren
  - 1. miejsce na 3. etapie
- 1. miejsce na 2. etapie Grand Prix Rüebliland

2016
- 3. miejsce w Karpackim Wyścigu Kurierów
  - 1. miejsce w klasyfikacji młodzieżowej
- 3. miejsce w East Bohemia Tour
  - 1. miejsce w klasyfikacji młodzieżowej

2017
- 1. miejsce w mistrzostwach Niemiec U23 (start wspólny)

2018
- 2. miejsce w Ronde van Vlaanderen U23
- 3. miejsce w ZLM tour
- 3. miejsce w Ronde van Overijssel
- 1. miejsce w mistrzostwach Niemiec U23 (start wspólny)
- 2. miejsce w mistrzostwach Niemiec U23 (jazda indywidualna na czas)
- 1. miejsce na 1. etapie Tour de l’Avenir
- 1. miejsce w klasyfikacji punktowej Olympia’s Tour
  - 1. miejsce na 2. i 4. etapie

2022
- 1. miejsce w klasyfikacji punktowej Route du Sud
- 3. miejsce w Primus Classic
- 3. miejsce w Gooikse Pijl

### Kolarstwo torowe
Opracowano na podstawie:
2015
- 3. miejsce w mistrzostwach świata juniorów (omnium)

## Rankingi

### Kolarstwo szosowe
| Rok             | 2016 | 2017  | 2018 | 2019  | 2020 | 2021 | 2022 | 2023 | 2024 |
| --------------- | ---- | ----- | ---- | ----- | ---- | ---- | ---- | ---- | ---- |
| World Ranking   | 836. | 916.  | 232. | 3060. | 559. | -    | 127. | 380. | 233. |
| UCI Europe Tour | 536. | 1452. | 100. | 1882. | 456. | -    | 104. | -    | -    |
|                 |      |       |      |       |      |      |      |      |      |
| Źródło: UCI     |      |       |      |       |      |      |      |      |      |